# راسينغ فيرول
نادي راسينغ فيرول هو نادي كرة قدم إسباني يتمركز في فيرول، مقاطعة لا كورونيا، في منطقة غاليسيا ذاتية الحكم. تأسس في 1919، ويلعب حاليا في الدوري الإسباني الدرجة الثانية ب – المجموعة 1، ويستضيف مبارياته في ملعب مالاتا البلدي.